# Струтинський Микола
Ми́кола Стру́тинський (3 жовтня 1898, м. Реймонт-Па, США — 21 березня 1943, Грубешів, Польща) — український суспільно-політичний діяч, адвокат у Буську (Галичина) та Грубешеві (Холмщина), де від 1943 року був головою Українського Допомогового Комітету. Вбитий під час рейду польських партизанів.

## Життєпис

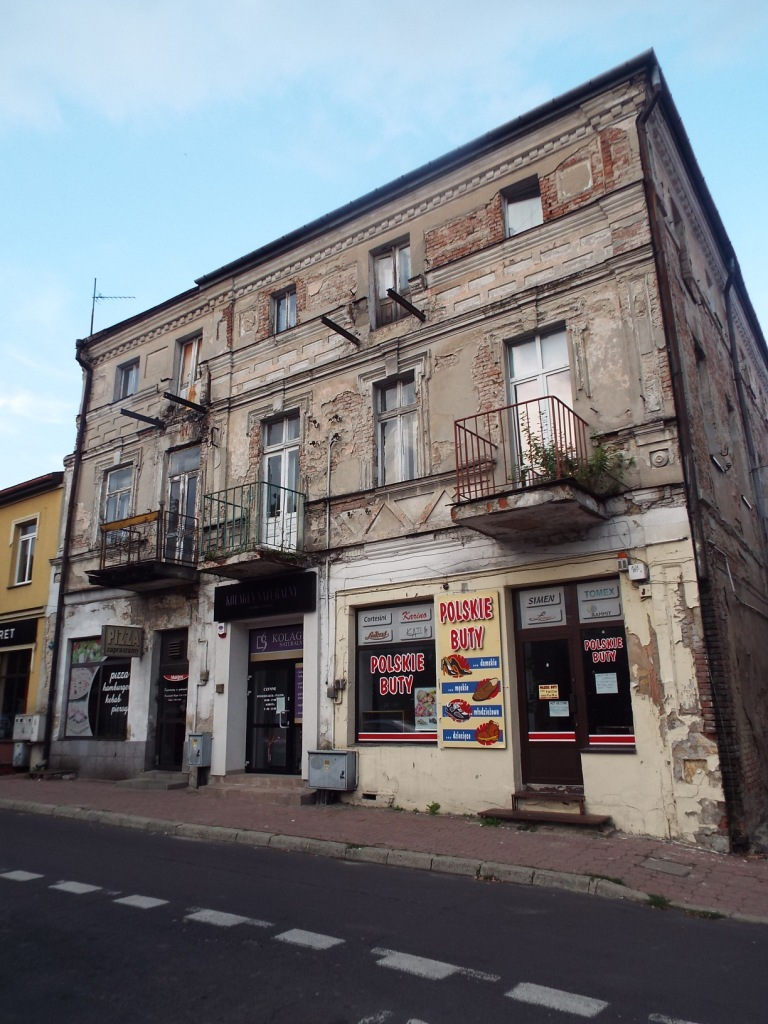
Будинок УДК в Грубешеві на Plac Wolności 7, в якому працював та загинув Микола Струтинський

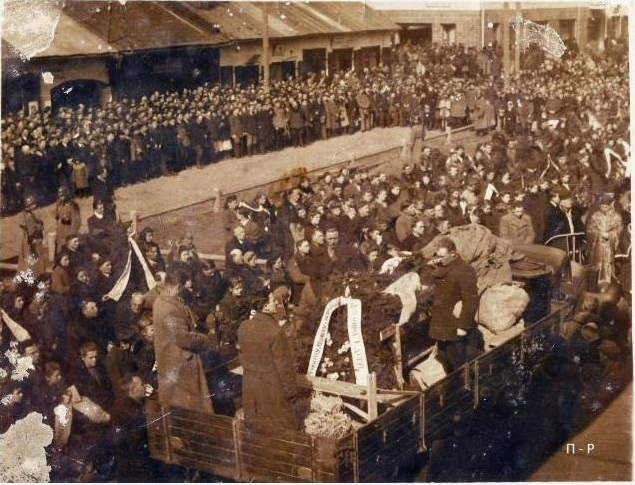
Прощання з вбитими поляками головою УДК М. Струтинським та командиром Грубешівської української самооборони Я. Войнаровським перед будинком УДК в Грубешові, березень 1943 р.

Народився в США в місті Реймонт-Па в родині українського священника-емігранта з Калуського повіту. Початкову освіту здобув у США. На початку 1920-х років повернувся в Галичину та вступив до Львівського університету, який закінчив 1924 року, здобувши ступінь доктора правознавства. В університеті познайомився з Ольгою Лисько, дочкою священника із села Ракобовти, що навчалася на філософському факультеті. Одружилися вони в серпні 1924 року й оселилися в Ракобовтах поблизу Буська. Струтинський працював у Буську адвокатом.
На початку 1930-х років він став одним з організаторів кооперативної гуртівні в Буську та молочарні у Ракобовтах. У грудні 1934 року Струтинський очолив філію товариства «Просвіта» в Буську. Наприкінці 1930-х років Струтинського було заарештовано польською владою та поміщено в концентраційний табір Береза Картузька, туди ж потрапив брат його дружини Зіновій Лисько. Звільнені в'язні були лише у вересні 1939 року з початком другої світової війни. Під час переслідувань радянською владою перебрався до німецької окупаційної зони в Грубешів, де згодом очолив місцевий Український допомоговий комітет (УДК), який знаходився з адресою Plac Wolności 7
Смертельно поранений 19 березня 1943 року в Грубешеві внаслідок атаки поляків після невдалих перемовин про перемир'я, помер від ран 21 березня. Разом з ним загинули помічники за допомоговим комітетом Михайло Новосад і Тимофій Стахурський. Невдовзі в селі  Пересоловичі був вбитий полковник Яків Войнаровський.
Тіло перевезене до Буська, де декілька сотень місцевих мешканців узяли участь у похороні. Некролог опублікувала газета «Львівські вісті». У радянський час могилу було зруйновано, в незалежній Україні віднайдено та відновлено.

## Родина
- Дружина Ольга, дочка о. Василя Лиска, пароха села Ракобовти;
- Син Юрій;
- Донька Леся.